# Jenny Elbe
Jenny Elbe (ur. 18 kwietnia 1990 w Chemnitz) – niemiecka lekkoatletka specjalizująca się w trójskoku.
W 2008 zajęła 10. miejsce podczas juniorskich mistrzostw świata w Bydgoszczy. Brązowa medalistka mistrzostw Europy juniorów z 2009. Dwa lata później zajęła 4. miejsce na młodzieżowych mistrzostwach Starego Kontynentu oraz była ósma w finale uniwersjady. W 2012 bez awansu do finału startowała na mistrzostwach Europy w Helsinkach. Siódma zawodniczka halowych mistrzostw Europy z 2013. W 2014 była jedenasta na mistrzostwach Europy w Zurychu. Srebrna medalistka uniwersjady (2015). W 2016 była siódma na mistrzostwach Europy oraz bez awansu do finału startowała na igrzyskach olimpijskich w Rio de Janeiro, natomiast rok później była szósta na halowym czempionacie Starego Kontynentu w Belgradzie.
Medalistka mistrzostw Niemiec i reprezentantka kraju w meczach międzypaństwowych.
Rekordy życiowe: stadion – 14,28 (14 maja 2016, Drezno) / 14,38w (6 czerwca 2015, Marsylia); hala – 14,27 (3 marca 2017, Belgrad).

## Osiągnięcia
| Rok  | Impreza                                 | Miejsce        | Lokata            | Wynik (m) |
| ---- | --------------------------------------- | -------------- | ----------------- | --------- |
| 2008 | Mistrzostwa świata juniorów             | Bydgoszcz      | 10. miejsce       | 13,01     |
| 2009 | Mistrzostwa Europy juniorów             | Nowy Sad       | 3. miejsce        | 13,55     |
| 2010 | Mecz młodzieżowy Polska - Niemcy        | Bydgoszcz      | 3. miejsce        | 13,31     |
| 2011 | Młodzieżowe mistrzostwa Europy          | Ostrawa        | 4. miejsce        | 13,73     |
| 2011 | Uniwersjada                             | Shenzhen       | 8. miejsce        | 13,73     |
| 2012 | Mistrzostwa Europy                      | Helsinki       | el. – 14. miejsce | 13,98     |
| 2013 | Halowe mistrzostwa Europy               | Göteborg       | 7. miejsce        | 13,81     |
| 2013 | Superliga drużynowych mistrzostw Europy | Gateshead      | 5. miejsce        | 13,85     |
| 2014 | Mistrzostwa Europy                      | Zurych         | 11. miejsce       | 13,68     |
| 2015 | Uniwersjada                             | Gwangju        | 2. miejsce        | 13,86     |
| 2016 | Mistrzostwa Europy                      | Amsterdam      | 7. miejsce        | 14,08     |
| 2016 | Igrzyska olimpijskie                    | Rio de Janeiro | el. – 13. miejsce | 14,02     |
| 2017 | Halowe mistrzostwa Europy               | Belgrad        | 6. miejsce        | 14,12     |